# دایین، ژجیانگ
دایین، ژجیانگ (به لاتین: Dayin) یک شهرک در جمهوری خلق چین است که در یویائو واقع شده‌است. دایین ۳۰٫۶۷ کیلومتر مربع مساحت دارد ۱۲ متر بالاتر از سطح دریا واقع شده‌است.